# Mocny program socjologii wiedzy
Mocny program socjologii wiedzy – nurt w socjologii i filozofii związany z badaniami relacji między nauką, wiedzą a czynnikami społecznymi. Inne nazwy to (mocny) program edynburski (od uniwersytetu, na którym pracowali twórcy) oraz SSK (od ang. sociology of scientific knowledge). 
Za prekursorów programu uważa się na ogół socjologów Davida Bloora i Barry'ego Barnesa, choć odwoływali się do niego również Donald Mackenzie i Harry Collins. W odróżnieniu do socjologii nauki (Roberta Mertona), mocny program zajmował się związkiem między warunkami społecznymi a treścią wiedzy naukowej, stąd określenie wiedza w nazwie programu. Główne założenia programu to (par. za Bloorem, s. 4 i 5, polski przekład za Szahajem): 
1. wymóg przyczynowości – socjologia wiedzy winna zajmować się warunkami, w których kształtowane są przekonania i stan wiedzy
2. wymóg bezstronności – socjologia wiedzy winna być bezstronna wobec prawd i fałszów, racjonalności i irracjonalności, sukcesów i porażek
3. wymóg symetrii – wyjaśnienia socjologii wiedzy winny wyjaśniać obie strony powyższych dychotomii
4. wymóg refleksyjności – prawidła wyjaśnień winne stosować się do samej socjologii.

Tak zdefiniowane wymogi miały doprowadzić do rozwiązania aporii związanych z percepcją sfalsyfikowanych twierdzeń naukowych, społecznym postrzeganiem nauki oraz problemami metody socjologicznej. Według niektórych późniejszych komentatorów, założeń tych nigdy nie udało się zrealizować a program pozostał raczej manifestem. Niezależnie od oceny skuteczności badawczej programu, twórcy koncepcji społecznego konstruowania techniki (social construction of technology - SCOT) oraz teorii aktora-sieci odwoływali się do niego i czerpali z debat zainicjowanych przez program.  
Polemiki filozoficzne wokół mocnego programu socjologii wiedzy akcentowały problemy związane z konstruktywizmem społecznym. Dyskusje w ramach socjologii skupiły się na możliwości realizacji postulatów w badaniu empirycznym. Mocny program, wraz z etnografiami laboratoriów jest uznawany za jeden z zalążków studiów nad nauką i techniką.